# Conseil suprême pour la restauration de la démocratie
Le Conseil suprême pour la restauration de la démocratie était une junte militaire présidée par le général de corps d'armée Salou Djibo, à la tête de la république du Niger du 18 février 2010,,, jusqu'au 7 avril 2011. 

## Histoire du Conseil
Écartant le président de la République Mamadou Tandja lors d'un coup d'État militaire le 18 février, le Conseil place ce dernier en détention, abroge la Constitution de la Sixième République et déclare aux médias que le Niger sera désormais gouverné de manière à en faire un modèle de démocratie et de bonne gouvernance. La crise intervient après que le président a modifié la Constitution en août 2009 afin de pouvoir demeurer à la tête du pays au-delà de son mandat constitutionnel.
Pendant les deux journées suivant le coup d'État, des milliers de Nigériens ont manifesté pour exprimer leur soutien au gouvernement militaire, et à l'intention qu'il a exprimée d'instaurer la démocratie.
Parmi les autres acteurs du coup d'Etat :
- le colonel Djibrilla Hima Hamidou, commandant de la zone de défense numéro 1 de Niamey, Tillabery Dosso, et président de la Fédération nigérienne de football ; il avait déjà participé au coup d'État de 1999 ;
- le colonel Adamou Harouna, commandant du 123e escadron blindé de Niamey. Il avait lui aussi pris part au coup d'État de 1999 ;
- le colonel Abdoulkarim Goukoye, chef du renseignement militaire, porte-parole de l'armée et du Conseil[3].
- Cherif Ould Abidine est nommé en mars 2010 conseiller spécial du président du Conseil.

En juillet, le gouvernement issu du Conseil annonça la tenue d'une élection présidentielle programmée pour le 3 janvier 2011, devant être la concrétisation d'une restauration de la démocratie. Les militaires et les membres du gouvernement de transition n'y prendraient pas part. Le premier tour se tient finalement le 31 janvier avec dix candidats et le second le 14 mars ; l'élection voit la victoire de l'opposant historique Mahamadou Issoufou, qui est reconnue par son principal adversaire Seyni Oumarou. Le nouveau président est investi le 7 avril 2011.